# Michael Stoffregen-Büller

Michael Stoffregen-Büller

Michael Stoffregen-Büller (* 12. Juli 1939 in Göttingen) ist ein deutscher Journalist und Autor.

## Leben
Michael Stoffregen-Büller wurde in Göttingen geboren und besuchte in Hildesheim das Gymnasium Andreanum. Nach Ausbildung zum Werbe- und Theaterfotografen schloss er beim NDR-Fernsehen in Hamburg und Hannover ein Volontariat ab, dem eine Tätigkeit als Fernsehspiel-Kameramann beim Bayerischen Rundfunk in München folgte. Ab 1965 war er Mitglied der Gründungsmannschaft des WDR-Magazins Monitor als Regisseur und Redakteur. Er ist Autor von über 100 zeitkritischen innenpolitischen Filmbeiträgen. Außerdem berichtete er aus Osteuropa, Libyen, Algerien und Mittelamerika.
Im Jahr 1972 erfolgte die Berufung zum Redaktionsleiter Weltspiegel (WDR-Köln) und zwei Jahre später zum Chefredakteur und stellvertretenden Fernsehprogrammdirektor beim Hessischen Rundfunk in Frankfurt. Journalistische Schwerpunkte zu dieser Zeit: Iberische Halbinsel und Europapolitik. Er war Moderator der ARD-Sendereihe Europa im Vergleich sowie ARD-Beauftragter für die erste Europawahl 1979 und ARD-Teamchef (Hörfunk und Fernsehen) für die Fußball-Weltmeisterschaft 1982 in Spanien. In den Jahren 1984–1998 leitete er das WDR-Landesstudio Münster (Hörfunk und Fernsehen) und hatte von 1983 bis 1998 einen Lehrauftrag am Institut für Publizistik an der Westfälischen Wilhelms-Universität Münster. Er ist Initiator des im Jahr 2002 im Allwetter-Zoo Münster eröffneten Westfälischen Pferdemuseums Münster.
Michael Stoffregen-Büller ist verheiratet und hat zwei Söhne. Er lebt in Münster und am Kleinen Wannsee in Berlin.

## Werke

### Bücher
- Himmelfahrten – Die Anfänge der Aeronautik, Physik-Verlag, Weinheim 1983, ISBN 3-87664-075-X.
- Von der Westdeutschen Funkstunde zum WDR, Coppenrath Verlag, Münster 1989, ISBN 3-88547-650-9.
- Westfalen – Land der Pferde, Landwirtschaftsverlag, Münster-Hiltrup 1995, ISBN 3-7843-2728-1.
- Aus Westfalen in die Welt, Aschendorff Verlag, Münster 2000, ISBN 3-402-05172-9.
- From Westphalia Into The World, Aschendorff Verlag, Münster 2000, ISBN 3-402-05173-7.
- Die Heimat der Hengste – 175 Jahre Warendorfer Landgestüt, Landwirtschaftsverlag, Münster-Hiltrup 2001, ISBN 3-7843-3098-3.
- Pferdewelt Europa – Die berühmtesten Gestüte, Reitschulen und Rennbahnen, Aschendorff Verlag, Münster 2003, ISBN 3-402-05358-6.
- Islandpferde – Reiten und Züchten am Polarkreis, Aschendorff Verlag, Münster 2005, ISBN 3-402-00391-0.
- Schlenderhan Schwarz-blau-rot – die Farben der Sieger, Georg Olms Verlag, Hildesheim – Zürich – New York 2009, ISBN 3-487-08486-4.
- Uferblicke – Geschichten rund um den Wannsee, Nicolai-Verlag, Berlin 2014, ISBN 3-89479-879-3.
- Auf blauen Havelfluten – ROYAL LOUISE die Fregatte der Preußenkönige und die Kaiserliche Matrosenstation zu Potsdam, hendrik Bäßler verlag Berlin, 2016, ISBN 978-3-945880-10-4
- Der Sandwich-Insulaner: Von Polynesien auf Preußens Pfaueninsel, hendrik Bäßler verlag, Berlin 2019, ISBN 3-945880-38-6
- Uferblicke – Geschichten rund um den Wannsee, erw. Neuauflage, Dittrich Verlag, Weilerswist-Metternich/Berlin 2019, ISBN 978-3-947373-39-0
- ROYAL LOUISE unter Segeln auf Berlin-Potsdamer Gewässern, hendrik Bäßler verlag, Berlin 2020, ISBN 978-3-945880-56-2
- Havelblicke – Auf Entdeckungsfahrt an den Seeufern von Berlin und Potsdam, hendrik Bäßler verlag, Berlin 2022, ISBN 978-3-910447-03-5
- Transatlantic - Mit der Queen Mary 2 auf großer Fahrt, Books on Demand, Norderstedt 2024, ISBN 978-3-7597-8693-7

### Fernsehfilme
- Fahrt auf dem Wind – das Abenteuer der ersten Ballonreisen, HR 1983
- Pferdeland Westfalen – Zucht, Paraden und Auktionen, WDR 1991
- Warendorf – die Stadt der Pferde, WDR 1993
- Tanzende Pferde – die Königlich Andalusische Reitschule, WDR 1995
- Wildpferde im Meerfelder Bruch, WDR 1995
- Die Heimat der Sieger – Gestüte, Turf und Trainer, WDR 1996
- Das Ballett der Pferde – Die berühmtesten Reitschulen der Welt, WDR 1997

WDR-Sendereihe Pferdewelten:
- Kildare – Irlands Hochburg der Galopper, 1999
- Newmarket – Englands Zentrum des Galopprennens, 2000
- Chantilly – Frankreichs Rennsportmetropole, 2000
- Polens Stolz – das Arabergestüt Janow Podlaski, 2000
- Kladrub – Paraderösser für Kutschen und Karossen, 2001
- Jerez – Spaniens Feria del Caballo, 2002
- Wien – die Spanische Hofreitschule und die Lipizzaner aus der Steiermark, 2002
- Saumur – die Hauptstadt der Reiterei in Frankreich, 2003